# Saski Baskonia
Saski Baskonia Sociedad Anónima Deportiva ist ein spanischer Basketballverein in Vitoria-Gasteiz, Autonome Gemeinschaft Baskenland. Der Club heißt offiziell durch Sponsorvertrag Cazoo Baskonia und spielt derzeit in der Liga ACB, der höchsten Spielklasse des Landes.

## Geschichte
Gegründet wurde der Verein 1952 unter dem Namen Club Deportivo Vasconia. In der Saison 1972/73 spielte man erstmals in der höchsten Spielklasse, seit 1982 dauerhaft. Gegenwärtig zählt der Club zu den erfolgreichsten Spaniens.

## Name
Im Laufe der Geschichte trug man aufgrund wechselnder Sponsoren unterschiedliche Namen:
- 1952–1979: CD Vasconia
- 1979–1984: CD Baskonia
- 1984–1986: Caja Alava
- 1986–1997: Taugrés
- 1997–2009: TAU Cerámica
- 2009–2013: Caja Laboral
- 2013–2016: Laboral Kutxa
- 2018–2020: Kirolbet
- 2020–2021: TD Systems Baskonia
- 2021–2011: Bitci Baskonia
- Seit 2022: Cazoo Baskonia[1]

## Halle
Cazoo Baskonia trägt seit Anfang der 1990er Jahre seine Heimspiele in der 15.504 Zuschauer fassenden Fernando Buesa Arena aus.

## Erfolge

### International
- EuroLeague:
- 2× Vizemeister:
  - 2000/01, 2004/05
- 1× Dritter Platz:
  - 2005/06
- 1× Saporta-Cup:
  - 1995/96

### National
- 4× Spanischer Meister:
  - 2001/02, 2007/08, 2009/10, 2019/20
- 6× Copa del Rey de Baloncesto:
  - 1995, 1999, 2002, 2004, 2006, 2009
- 4× Supercopa de España de Baloncesto:
  - 2005, 2006, 2007, 2008

## Aktueller Kader
| Nr. | Nat.               | Name                    | Position | Geburt     | Größe  | Info |
| --- | ------------------ | ----------------------- | -------- | ---------- | ------ | ---- |
| 0   | /                  | Markus Howard           | Guard    | 03.03.1999 | 178 cm |      |
| 8   | Litauen            | Tadas Sedekerskis       | Forward  | 17.01.1998 | 206 cm | C    |
| 9   | Frankreich         | Timothé Luwawu-Cabarrot | Forward  | 09.05.1995 | 201 cm |      |
| 11  | Vereinigte Staaten | Trent Forrest           | Guard    | 12.06.1998 | 194 cm |      |
| 18  | Senegal            | Khalifa Diop            | Center   | 15.01.2002 | 208 cm |      |
| 99  | Kroatien           | Luka Šamanić            | Center   | 09.01.2000 | 208 cm |      |
|     | Spanien            | Rafa Villar             | Guard    | 09.08.2004 | 191 cm |      |
|     | Frankreich         | Clément Frisch          | Forward  | 07.01.2002 | 201 cm |      |
|     | Lettland           | Rodions Kurucs          | Forward  | 05.02.1998 | 206 cm |      |
|     | Vereinigte Staaten | Hamidou Diallo          | Guard    | 31.07.1998 | 196 cm |      |
|     | Italien            | Matteo Spagnolo         | Guard    | 10.01.2003 | 193 cm |      |
|     | Guinea-a           | Mamadi Diakité          | Forward  | 21.01.1997 | 206 cm |      |

| Nat.    | Name           | Position       |
| ------- | -------------- | -------------- |
| Italien | Paolo Galbiati | Head Coach     |
| Spanien | Ignacio Juan   | Assistenzcoach |
| Spanien | David Gil      | Assistenzcoach |
| Spanien | Xabier Aspe    | Assistenzcoach |

| Abk. | Bedeutung                       |
| ---- | ------------------------------- |
| Nr.  | Trikotnummer                    |
| Nat. | Nationalität                    |
| C    | Mannschaftskapitän              |
| S    | Suspension                      |
|      | Verletzungsbedingte Inaktivität |

## Bekannte Spieler
- Joe Arlauckas
- José Manuel Calderón
- Kornél Dávid
- Predrag Drobnjak
- Serkan Erdoğan
- Juan Alberto Espil
- Laurent Foirest
- Jorge Garbajosa
- Casey Jacobsen
- Pablo Laso
- Sebastian Machowski
- Arvydas Macijauskas
- Marcelo Nicola
- Andrés Nocioni
- Fabricio Oberto
- Zoran Planinić
- Pablo Prigioni
- Igor Rakočević
- Luis Scola
- Hugo Sconochini
- Tiago Splitter
- Saulius Štombergas
- Mindaugas Timinskas
- Dejan Tomašević
- Roko Leni Ukić
- Sergi Vidal
- Mirza Teletović
- Maciej Lampe